# Stugeta nyasana
Stugeta nyasana är en fjärilsart som beskrevs av Talbot 1935. Stugeta nyasana ingår i släktet Stugeta och familjen juvelvingar. Inga underarter finns listade i Catalogue of Life.